# Hendrik van der Bijl
Pour les articles homonymes, voir Bijl.
 (décembre 2023).
La mise en forme du texte ne suit pas les recommandations de Wikipédia : il faut le « wikifier ».
Les points d'amélioration suivants sont les cas les plus fréquents. Le détail des points à revoir est peut-être précisé sur la page de discussion.
- Les titres sont pré-formatés par le logiciel. Ils ne sont ni en capitales, ni en gras.
- Le texte ne doit pas être écrit en capitales (les noms de famille non plus), ni en gras, ni en italique, ni en « petit »…
- Le gras n'est utilisé que pour surligner le titre de l'article dans l'introduction, une seule fois.
- L'italique est rarement utilisé : mots en langue étrangère, titres d'œuvres, noms de bateaux, etc.
- Les citations ne sont pas en italique mais en corps de texte normal. Elles sont entourées par des guillemets français : « et ».
- Les listes à puces sont à éviter, des paragraphes rédigés étant largement préférés. Les tableaux sont à réserver à la présentation de données structurées (résultats, etc.).
- Les appels de note de bas de page (petits chiffres en exposant, introduits par l'outil «  Source ») sont à placer entre la fin de phrase et le point final[comme ça].
- Les liens internes (vers d'autres articles de Wikipédia) sont à choisir avec parcimonie. Créez des liens vers des articles approfondissant le sujet. Les termes génériques sans rapport avec le sujet sont à éviter, ainsi que les répétitions de liens vers un même terme.
- Les liens externes sont à placer uniquement dans une section « Liens externes », à la fin de l'article. Ces liens sont à choisir avec parcimonie suivant les règles définies. Si un lien sert de source à l'article, son insertion dans le texte est à faire par les notes de bas de page.
- La présentation des références doit suivre les conventions bibliographiques. Il est recommandé d'utiliser les modèles {{Ouvrage}}, {{Chapitre}}, {{Article}}, {{Lien web}} et/ou {{Bibliographie}}. Le mode d'édition visuel peut mettre en forme automatiquement les références.
- Insérer une infobox (cadre d'informations à droite) n'est pas obligatoire pour parachever la mise en page.

Pour une aide détaillée, merci de consulter Aide:Wikification.
Si vous pensez que ces points ont été résolus, vous pouvez retirer ce bandeau et améliorer la mise en forme d'un autre article.
Hendrik Johannes van der Bijl (23 novembre 1887 – 2 décembre 1948) est un ingénieur électricien et industriel d'Afrique du Sud et est considéré comme l'un des plus grands Sud-Africains pour sa contribution au développement du pays. Il est le moteur de la création de la société de services publics d'électricité d'Afrique du Sud Eskom et de la South African Steel and Iron Corporation ISCOR.

## Vie précoce et éducation
Van der Bijl est né le 23 novembre 1887 à Pretoria de Pieter Gerhard van der Bijl et de Plester Groenewald. Il était le cinquième de huit enfants. Pieter van der Bijl avait été chauffeur de wagon à bœufs entre Le Cap et Kimberley et avait déménagé à Pretoria en 1887 où il était devenu un marchand prospère de céréales et de produits. Pieter van der Bijl connaissait des politiciens de haut niveau tels que Louis Botha et Jan Smuts.
Après le Raid Jameson (1895), il y eut une tension accrue dans la République du Transvaal, dont Pretoria était la capitale, et le jeune Van der Bijl a aidé son père à empiler des fusils et des munitions collectés par les forces Boer en préparation de nouvelles attaques britanniques. Il avait treize ans et fréquentait la Staatsch Model School de Pretoria lorsque la deuxième guerre des Boers Anglo-Soviaux a éclaté. Il a été témoin de l'occupation de Pretoria par les forces armées britanniques et il a été forcé de quitter l'école car elle a été convertie en camp de concentration.
En 1902, Pieter van der Bijl a déménagé sa famille à Gordon's Bay au Cap, où Hendrik a fréquenté une école agricole à Sir Lowry's Pass et plus tard Boy's High School à Franschhoek. Il s'est inscrit en 1904 et est allé à Victoria College (maintenant Stellenbosch University) où il a terminé son BA avec des distinctions en Physique, Mathématiques et Chimie. Il a reçu le prix du collège pour la physique et le prix Van der Horst pour "l'étudiant le plus méritant des mathématiques et des sciences physiques au Collège."
En 1908, Van der Bijl se rend en Allemagne où il étudie la physique. Il a passé un semestre à Halle, puis a déménagé à l'Université de Leipzig où il a été supervisé par Wiener, des Coudres et Jaffé.
Il a étudié les ions produits par une source de Radium forte se déplaçant à travers un liquide diélectrique, dont les résultats ont vérifié l'équation: {\displaystyle {dn \over dt}=q-\alpha n^{2}}
Il a obtenu son PhD en Mars 1912 et a été nommé assistant en physique à la Königlich Sächsische Technische Hochschule à Dresde, où il a travaillé sous Wilhelm Hallwachs. Il y rencontre Robert Andrews Millikan, qui s'arrangea pour qu'il travaille l'année suivante à Western Electric à New York dans ce qui deviendrait une partie de la Bell Telephone Company (en 1925).
En avril 1913, il publia un article sur les recherches qu'il avait menées à Dresde sur l'effet photoélectrique intitulé "Zur Bestimmung der Erstenergien lichtelektrisch ausgelöster Elektronen" [La Détermination des Énergies Initiales des Électrons Libérés Photoélectriquement].
Pendant les sept années qu'il a passées à New York, il a étudié les performances de la première valve thermionique à trois électrodes, connue sous le nom de "Audion", développée par Lee de Forest. Ses recherches, assistées par H.D. Arnold, a conduit à l'installation de la première Audion en tant que répéteur sur la ligne téléphonique de New York à San Francisco. En 1915, il a co-développé le circuit oscillateur maître qui a été utilisé avec l'Audion pour la communication sans fil entre New York et Wilmington, Delaware; et entre Paris, France et Honolulu, Hawaii.
Van der Bijl a publié la conception et la théorie des dispositifs sur lesquels il a travaillé dans un livre, The Thermionic Vacuum Tube-Physics and Electronics en 1920. Il est devenu le manuel standard sur le sujet depuis plus de 20 ans. Il est maintenant peut-être mieux connu pour l'équation de van der Bijl qui décrit la relation des trois 'constants' d'un tube à vide, la transconductance gm, le gain u et la résistance de plaque rp ou ra. L'équation de van der Bijl définit leur relation comme suit:
En 1919, Van der Bijl a écrit un article sur la recherche scientifique et le développement industriel et l'a lié au développement des industries secondaires en Afrique du Sud. À la suite de cet article, Jan Smuts l'invite à retourner en Afrique du Sud et se voit offrir le poste de Conseiller Scientifique et Industriel au Département des Mines et des Industries. Il accepte l'offre de Smuts en 1920 et retourne en Afrique du Sud.

## Carrière en Afrique du Sud
Van der Bijl a réalisé les avantages d'une société contrôlée par l'État avec des capitaux fournis par l'État mais fonctionnant sur des lignes commerciales comme une préoccupation publique. Sa première tâche a été la création de la Commission des approvisionnements en Électricité (ESCOM, qui deviendra plus tard Eskom), dont il est devenu le président fondateur en 1922 et est resté jusqu'à sa mort en 1948. ESCOM a été créé pour fournir de l'électricité dans toute l'Afrique du Sud, mais en particulier pour les mines, les industries et l'électrification des chemins de fer. C'était un succès commercial, l'Afrique du Sud était assurée d'une puissance suffisante et peu coûteuse pour ses industries à croissance rapide et l'ESCOM a pu rembourser le prêt de l'État après 10 ans.
Sa prochaine tâche majeure a été la création de la Iron and Steel Corporation of South Africa (ISCOR) comme un type d'utilité publique, et il est devenu son président à partir de 1925. À cette époque, il y avait un manque de personnes bien informées dans la fabrication de l'acier en Afrique du Sud. Van der Bijl a surmonté cet obstacle en nommant un comité d'experts internationaux en fer et en acier de Grande-Bretagne, d'Amérique, d'Allemagne et de Suède qui a organisé la formation des Sud-Africains, qui avaient obtenu leur diplôme BSc en ingénierie, dans des aciéries en Grande-Bretagne, en Allemagne, en Hollande, en Suède, aux États-Unis et au Canada. ISCOR a également été un succès commercial et a fourni de l'acier bon marché pour l'Afrique du Sud à partir de 1934.
Au cours de la Seconde Guerre mondiale, il est nommé Directeur général de War Supplies puis Directeur de Supplies au sein de la Société des armements d'Afrique du Sud (ARMSCOR). L'Afrique du Sud était un important fournisseur de pièces de rechange, d'armes à feu, de munitions, de bombes, de véhicules blindés, de vêtements, de bottes, de couvertures et de conserves pour les Alliés.
Il a contribué à la création de plus d'une douzaine d'institutions sud-africaines, notamment
1937, The African Metals Corporation (AMCOR, à ne pas confondre avec la société canadienne du même nom) 1940, The Industrial Development Corporation of South Africa, qui fournit un financement et une assistance technique aux entreprises industrielles. 1946, Safmarine, l'entreprise de transport maritime international, qui a été créé pour fournir une route maritime entre les États-Unis et l'Union de l'Afrique du Sud.

## Reconnaissance et récompenses
- 27 Janvier 1927, Président du South African Institute of Electrical Engineers (SAIEE).
- 1934 - 1948, chancelier de l'Université de Pretoria.
- 1944, Fellow de la Royal Society

Associé étranger de l'Académie Nationale des Sciences
- Membre honoraire du Koninklijk Instituut van Ingenieurs
- La ville de Vanderbijlpark, où les principales aciéries d'ISCOR ont été construites et fonctionnent toujours, porte son nom.
- L'école primaire Hendrik Van Der Bijl à Emfuleni porte également son nom.
- Le prix Hendrik Van Der Bijl est un prix annuel décerné pour récompenser des projets scientifiques exceptionnels à l'Expo Eskom pour les Jeunes Scientifiques et couvre la science, la technologie, l'ingénierie, les mathématiques et l'innovation.
- La conférence commémorative Hendrik Van Der Bijl est présentée par la Faculté d'Ingénierie, d'Environnement Construit et de Technologie de l'Information de l'Université de Pretoria.
- PhD (Honoris causa) de l'Université de Stellenbosch
- PhD (Honoris causa) de l'Université du Cap.

## Vie personnelle
En 1915, Van der Bijl épouse Florence Wagner, une Américaine qu'il rencontre en tant qu'étudiant en musique en Allemagne. Ils n'avaient pas d'enfants. Sa deuxième épouse était Ethel Buxton, qu'il a épousé en 1942 et ils ont eu un fils et deux filles.
Il meurt le 2 décembre 1948 d'un cancer.